# Hotan
Hotan (chiń. 和田; pinyin Hétián; ujg. ‏خوتەن‎, Hotän) – miasto w Chinach, w regionie autonomicznym Sinciang, w południowej części Kotliny Kaszgarskiej, na skraju pustyni Takla Makan, siedziba prefektury Hotan. W 2010 roku liczyło ok. 120 tys. mieszkańców.